# Montesquieu-Lauragais
Montesquieu-Lauragais település Franciaországban, Haute-Garonne megyében. Lakosainak száma 1035 fő (2022. január 1.). Montesquieu-Lauragais Baziège, Ayguesvives, Gardouch, Nailloux, Saint-Rome, Seyre, Vieillevigne és Villenouvelle községekkel határos.

## Népesség
A település népességének változása:
| Lakosok száma | 646  | 654  | 742  | 892  | 925  | 946  | 977  | 1009 | 1025 | 1035 |
|               | 1968 | 1982 | 1990 | 2006 | 2013 | 2015 | 2017 | 2019 | 2020 | 2022 |